# Basic Rate Interface
Basic Rate Interface (BRI, 2B+D, 2B1D) o Basic Rate Access è una configurazione ISDN (Integrated Services Digital Network) destinata principalmente all'uso di linee simili a quelle che sono state a lungo utilizzate per il servizio telefonico di tipo vocale. Pertanto, una connessione ISDN BRI può utilizzare l'infrastruttura telefonica esistente in un'azienda.
La configurazione BRI fornisce 2 canali dati (portante) (canali B) a 64 kbit/s ciascuno e 1 canale di controllo (delta) (canale D) a 16 kbit/s. I canali B vengono utilizzati per dati vocali o utente e il canale D viene utilizzato per qualsiasi combinazione di dati, controllo/segnalazione e rete a pacchetti X.25. I 2 canali B possono essere aggregati mediante channel bonding fornendo una velocità dati totale di 128 kbit/s. Il servizio BRI ISDN è comunemente installato per il servizio residenziale o per piccole imprese (ISDN PABX) in molti paesi.
A differenza della BRI, la configurazione Primary Rate Interface (PRI) fornisce più canali B e opera a un bit rate più elevato.